# Сакат
Сакат — озеро в России, в Дюртюлинском районе Республики Башкортостан.
Водоём относится к Камскому бассейновому округу (водохозяйственный участок — Белая от города Бирск до устья) и расположено в правобережной пойме реки Белая, неподалёку от села Ангасяк.
Площадь поверхности озера составляет 0,2 км².
В водоём впадает река Ангасяк. Озеро Сакат и река Белая соединяются протокой.
Код объекта в Государственном водном реестре — 10010201611111100006452.